# 톰 호지스
톰 호지스(Tom Hodges, 1965년 7월 1일 ~ )는 미국의 배우이다.
시카고에서 태어났다.

## 영화
- 오버나이트 (2012, Overnight) - 에릭 역
- 트러스트 (2010년)
- 스톤에이지 (2007, Homo Erectus) - 보크 역
- 더 그랜드 (2007년)
- 룩 (2007년)
- 스티그마타 (1999년)
- 주다스 키스 (1998년)
- 아주 오랜만에 만난 친구들 (1998, Since You've Been Gone) - 팻 프린스 역
- 마이클 (1996년)
- 디즈니 캠프 (1994년)
- 크리스티나의 실종 (1993년)
- 살인 인형 (1993, The Baby Doll Murders)
- 리썰 캅 (1993년)
- 어나더 라운드 (1992년)
- 다크 백워드 (1991년)
- 누명 (1991년)
- 고잉 오버보드 (1989년) - 밥/쉐키의 엄마 역
- 두 자매 이야기 (1989년)
- 철목련 (1989년) - 루이 역
- 크리터스 2 (1988년)
- 기숙사 대소동 2 (1987년)
- 루카스 (1986년) - 브루노 역